# الأساطير المؤسسة للسياسة الإسرائيلية
الأساطير المؤسسة للسياسة الإسرائيلية هو كتاب للفيلسوف الفرنسي روجي جارودي يتحدث فيه عن مجموعة من الأساطير -حسب الكاتب- بُنيت عليها السياسة الإسرائيلية. الكتاب في مجمله يُنكر الهولوكوست ويرى فقط أنه «أسطورة» يتبناها الشق الصهيوني في إسرائيل من أجل تبرير احتلالهم لفلسطين مدعوماً باللوبي اليهودي في كل من فرنسا والولايات المتحدة وكندا ودول أخرى.

## محتوى الكتاب
يعرض الكتاب بحثاً تاريخياً، وذلك بعرض شهادات متناقضة لأشخاص كانوا يعملون في المعتقلات الألمانية أثناء محاكمات النازيين (محكمة نورنبيرغ على سبيل المثال) وبحث علمي لمهندس كيميائي أمريكي لوشتر (بالإنجليزية: Fred A. Leuchter)‏ (كان لويشتر مستشاراً للولايات ميسوري وكاليفورنيا وكارولاينا الشمالية قبل أن تلغي هذه الولايات حكم الإعدام) أُرسل لفحص غرف الغاز، ليخلص إلى نتيجة أن هذه الغرف المفحوصة لا يمكن أن تكون قد استعملت غرفاً للإعدام بالغاز لعدم توفرها على التقنية المناسبة لذلك، بل أنه لم يجد أي أثر لحمض السيانيوريك (بالإنجليزية: Cyanuric acid)‏ مشتق من غاز "زيكلون ب" الذي يقال أنه كان يُستعمل كوسيلة للإعدام في الغرف.
الأساطير المذكورة في الكتاب هي:
- الأساطير الدينية
  - أسطورة الوعد: الأرض الموعودة أو الأرض المحتلة
    - في التفسير المسيحي المعاصر
    - في اللاهوت اليهودي

  - أسطورة شعب الله المختار
  - أسطورة يهودا: التصفية العرقية
- أساطير القرن العشرين
  - أسطورة معاداة السامية
  - أسطورة عدالة نورنبيرغ
  - أسطورة الستة ملايين الهولوكوست
  - أسطورة «أرض بلا شعب لشعب بلا أرض»
- الاستعمال السياسي للأسطورة
  - اللوبي الإسرائيلي في الولايات المتحدة
  - اللوبي الإسرائيلي في فرنسا
  - أسطورة «المعجزة الإسرائيلية»: التمويل الخارجي (يقصد الكاتب المعجزة الاقتصادية على غرار المعجزة اليابانية)

اقتباس من الكتاب:

 «إن ما ندعوه» التاريخ«هو شيء مكتوب من قبل المنتصرين في الحرب، سادة الإمبراطوريات والجنرالات المدمرين للأرض، لصوص الثروة العالمية، مستعملين لذلك عباقرة من المخترعين الكبار في العلوم والتقنيات من أجل بسط هيمنتهم الاقتصادية والعسكرية على العالم»

.

نُشر كتاب «الأساطير المؤسسة للسياسة الإسرائيلية» من قبل روجي غارودي، أولا من قبل Vieille
Taupe وبعد ذلك، النسخة المُصححة من قبل ساميسدات روجر غارودي، 1996، ISBN 2-951 -
000-5. يمكن العثور عليه في مكتبة المعارف، أو جمعية روجيه غارودي لحوار الحضارات. وقد أدين هذا الكتاب في المحكمة في يناير
1998 من قبل العدالة الفرنسية. لكنه ليس غير قانوني في فرنسا.
تم نشر هذا الكتاب على شبكة الإنترنت لغرض الدراسة والبحث الغير الهادف للربح وللاستخدام
المعقول من طرف الأمانة الدولية لرابطة محبي قصص الحروب السابقة والمحرقة.

بالنسبة للوطن العربي والإسلامي عموما، لا يوجد أي منع والكتاب متوفر بمعظم المكتبات.

## الكتاب
- الأساطير المؤسسة للسياسة الإسرائيلية (نسخة فرنسية)(1)

## هامش
(1)النسخة تحترم جميع مبادئ ويكيبيديا في احترام حقوق المؤلف. تم رفع النسخة من طرف الأمانة الدولية لرابطة محبي قصص الحروب السابقة والمحرقة وهي جمعية معترف بها من طرف السلطة وذلك بالتشاور مع جمعية روجي غارودي.

## وصلات خارجية
- الأمانة الدولية لرابطة محبي قصص الحرب السابقة والمحرقة.